# Gold Canyon (Arizona)
Gold Canyon es un lugar designado por el censo ubicado en el condado de Pinal en el estado estadounidense de Arizona. En el Censo de 2010 tenía una población de 10 159 habitantes y una densidad poblacional de 175,17 personas por km².

## Geografía
Gold Canyon se encuentra ubicado en las coordenadas 33°22′17″N 111°26′13″O / 33.37139, -111.43694. Según la Oficina del Censo de los Estados Unidos, Gold Canyon tiene una superficie total de 58 km², de la cual 57.99 km² corresponden a tierra firme y (0%) 0 km² es agua.

## Demografía
Según el censo de 2010, había 10.159 personas residiendo en Gold Canyon. La densidad de población era de 175,17 hab./km². De los 10.159 habitantes, Gold Canyon estaba compuesto por el 94.62% blancos, el 0.98% eran afroamericanos, el 0.4% eran amerindios, el 0.84% eran asiáticos, el 0.12% eran isleños del Pacífico, el 1.41% eran de otras razas y el 1.63% pertenecían a dos o más razas. Del total de la población el 5.51% eran hispanos o latinos de cualquier raza.